# リッスンブール
リッスンブール（フランス語: Listenbourg、リスタンブール、リッスンバーグ、リステンブルク、リスンブールなど）は、2022年10月にインターネットミームの対象として作られた、イベリア半島の北西にある架空の国家である。

## 概要
フランスのTwitterユーザーGaspard Hoelscherは、ポルトガルとスペインに隣接して貼り付けられた国のヨーロッパ地図を共有し、アメリカ人はその国の名前を言えないだろうと冗談を言い、インターネットミームとして拡散した。
この「存在しない国」は、ソーシャル・ネットワーキング・サービスでバイラル現象となり、いくつかの主要ブランド、国の政治家、公的機関がこのジョークに巻き込まれた。

## ミーム

リッスンブールのあるヨーロッパとないヨーロッパの比較図。

このトレンドは、ヨーロッパの地理をあまり理解していないアメリカ人という固定観念をテストすることを目的として、フランスのユーザーによって投稿されたインターネットミームとして始まった。
2022年10月30日、Twitter上で「@gaspardooo」として知られるGaspard Hoelscherは、イベリア半島に領土を加えたヨーロッパ地図を共有した。この投稿には「アメリカ人はきっとこの国の名前さえ知らないだろう（笑）」と付け加えられた。別のユーザーは、「リッスンブールを知らない人なんているの？」と応答し、この架空の国家の名前を命名した。
この国の名前は、ルクセンブルクとリトアニア、リヒテンシュタインを混ぜたような響きだと言われている。

## 拡散
このジョークは流行となり、他のTwitter ユーザーがこの国に関するでっちあげの事実、加工された写真、衛星地図を提供し、それをリッスンブールの情報と主張するようになった。リッスンブールの政府機関を代表すると主張する数十のTwitterアカウントが数日のうちに誕生し、架空の国家の首都、国旗、歴史、国歌、文化が捏造されるようになった。

リッスンブールの5つの地域。首都はルレンベルク。

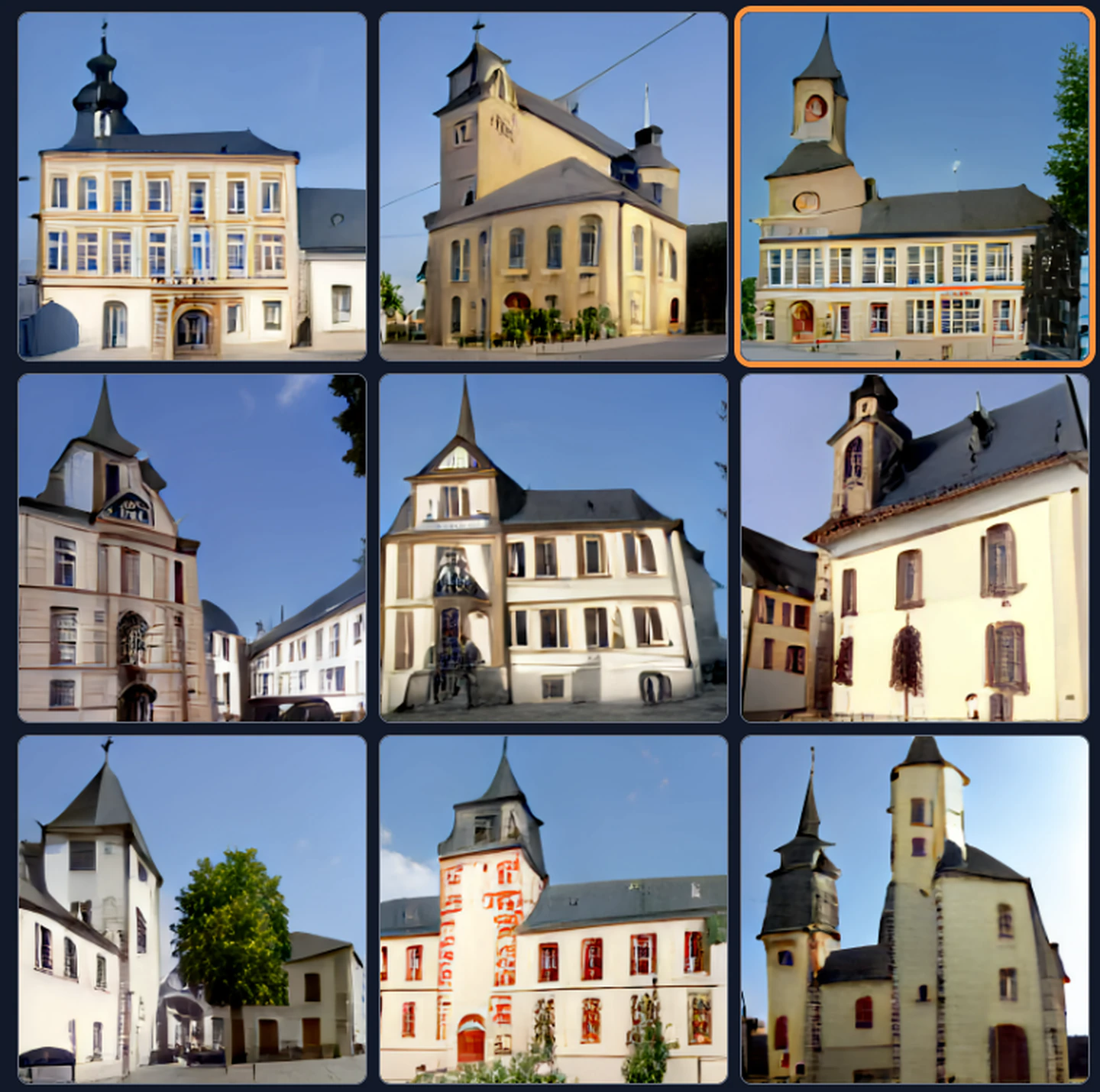
DALL-Eプロンプト「Listenbourg」からの深層学習AI モデル。

いくつかの大規模な検証済みソーシャルメディアがジョークに参加した。ジョークの参加者たちは、ソーシャルメディアのスレッドを詳細に投稿して、リッスンブールの存在を具体化しようとした。共同行動により、この国はフルッセルデ、クステルデ、ミッテラント、アドリアス、カゼイェールと呼ばれる 5つの地域に分割されることが確立された。
公用語はフランス語、ドイツ語、スペイン語、ポルトガル語であるとされ、その他にリッスンブール語と呼ばれる言語があるとされた。
人口は5900万人とされた。ミームの創始者Gaspard氏はリッスンブールの大統領とされ、彼は完全に自分のいたずらに圧倒されたと認めた。
DALL-E人工知能プログラムは、「Listenbourg」という単語をプロンプトとして与えると、ヨーロッパ風の建物を生成したことが注目された。11月、この存在しない国はTwitterのトレンドになり、TikTokのハッシュタグ 「#Listenbourg」の再生回数は7,500万回を超えた。

## 反応
主要な組織やニュースチャンネルはこのジョークを宣伝したが、大半がインターネットミームであることを明らかにしていた。

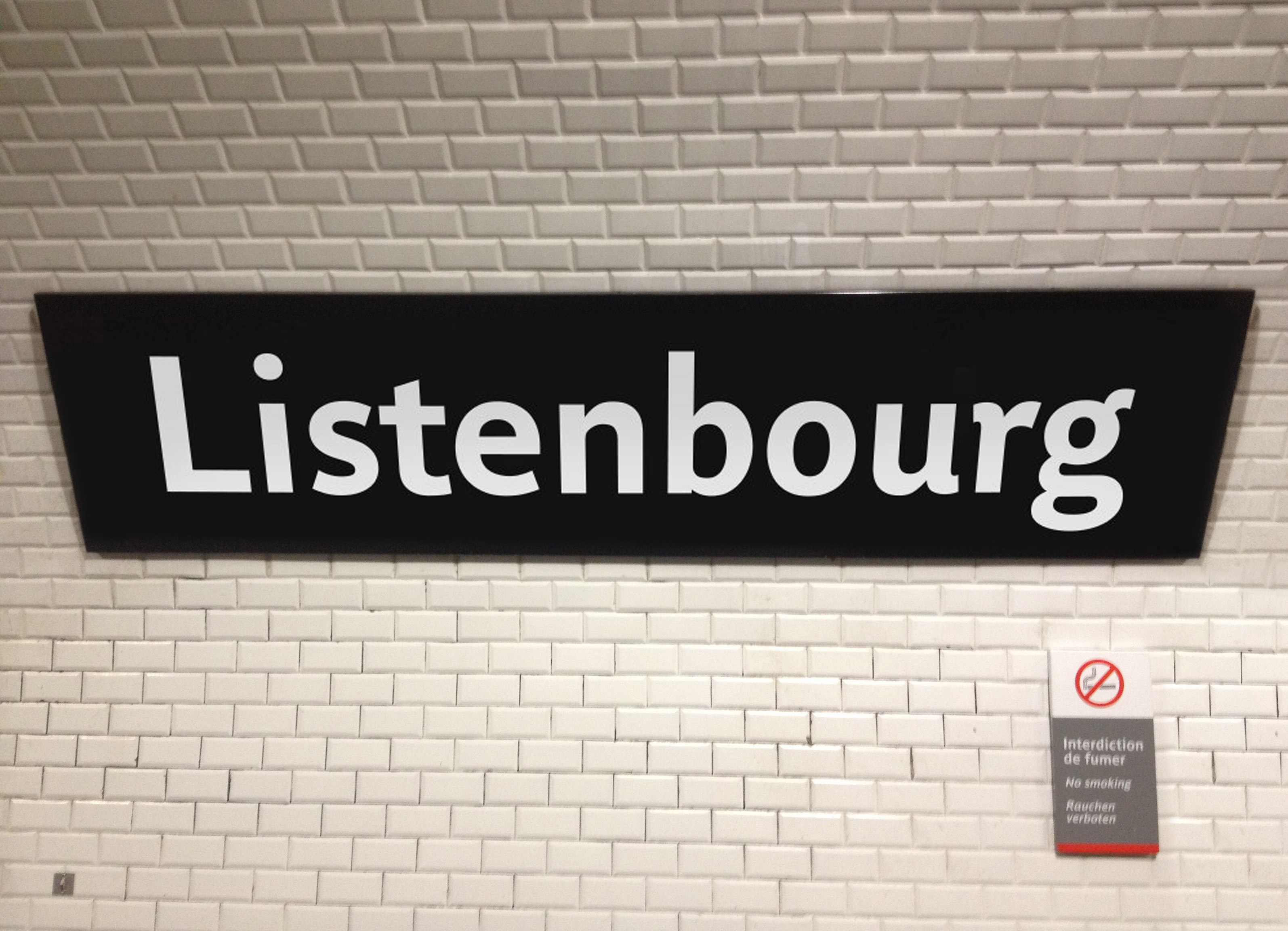
RATPグループによる新しい地下鉄駅の完成を主張するフォトモンタージュ。

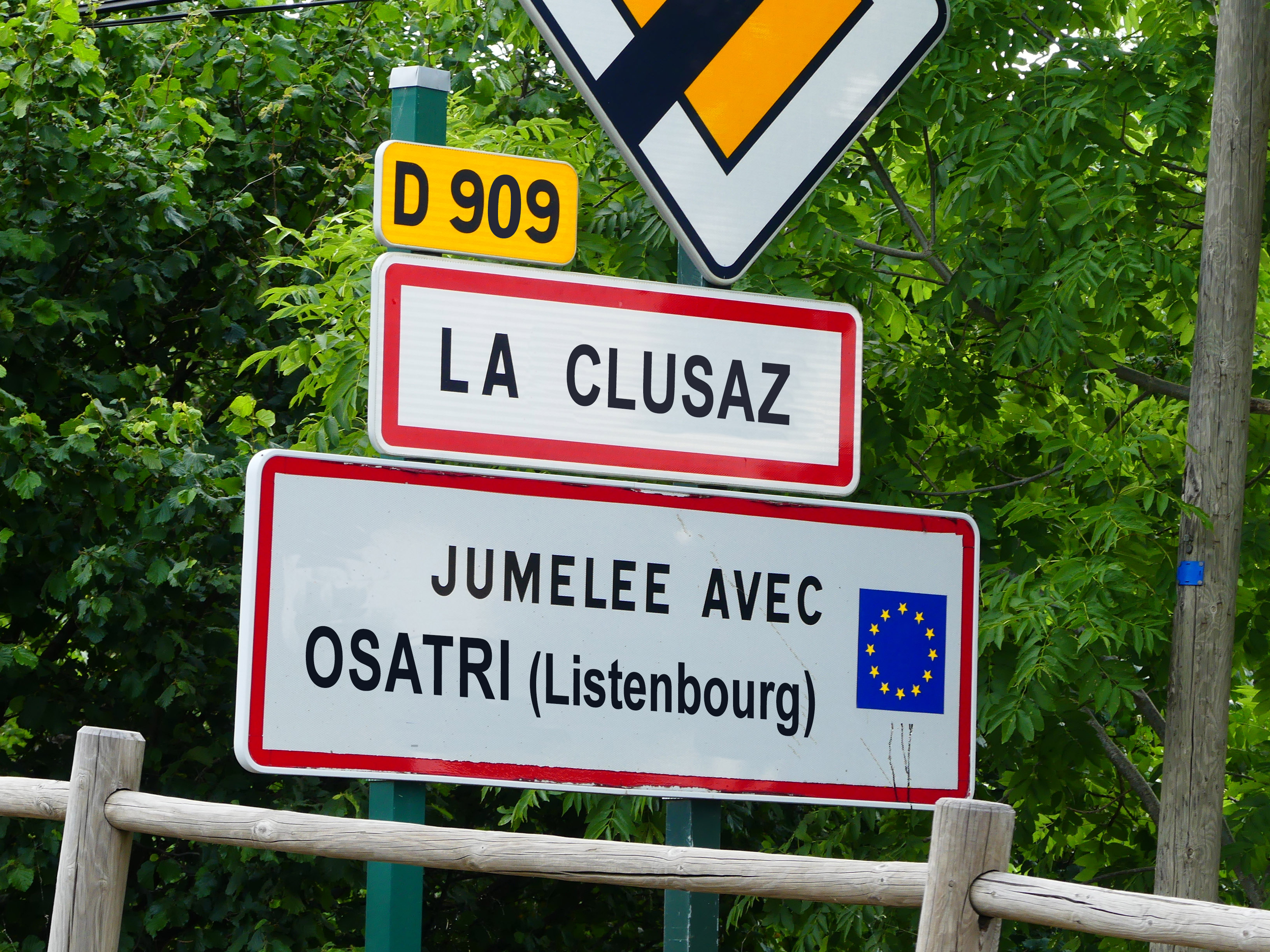
ラ・クルーザによる、リッスンブールのオサトリ市との姉妹都市提携を発表した、というジョーク。

2022年10月31日、公式オリンピックチャンネルパリ2024は、「リッスンブール代表団の到着により、オリンピック代表団の数は206から207に増加した」とツイートした。
Amazon Prime Videoは、リッスンブールの歴史に関するレポートが存在しない2月31日にリリースされると発表した。 
格安航空会社ライアンエアーは、「リッスンブールに新しい拠点を設置できることを誇りに思います!」と書いてバイラルマップを公開した。
フランスのテレビネットワークTF1は、架空の国家について現実的な天気予報を放送した。 
トゥールーズFCは、チームが架空の国家にトレーニングキャンプに行くと発表した。ミームはF1グランプリにも伝わり、Canal+ Sportが架空の国家を応援した。
2022年11月1日、GPSナビゲーションソフトウェア会社Wazeは「リッスンブールに行く方法を知っています!」と投稿した。 
フランスの政治家ジャン・ラサールは、リッスンブールの農業祭を訪れたふりをした。
フランスの都市ニースは、リッスンブール首都ルレンベルクとの姉妹都市協定締結を発表した。 
リッスンブールについて投稿した他のブランドや組織には、ラ・クルーザ のスキーリゾート 、英国のオンラインフードデリバリーDeliveroo、レストランチェーンBuffalo Grill、 パリの交通事業者 RATPグループ、フランス鉄道全国協会の高速列車TGVなどが挙げられる。